# Análise do discurso feminista pós-estruturalista
A análise do discurso pós-estruturalista feminista (Feminist post-structuralist discourse analysis, FPDA) é um método de análise do discurso baseado nas teorias do pós-estruturalismo feminista de Chris Weedon e desenvolvido como método de análise por Judith Baxter em 2003. A FPDA é baseada numa combinação de feminismo e pós-estruturalismo. Embora ainda esteja evoluindo como metodologia, o FPDA tem sido usado por uma série de estudiosos internacionais de gênero e linguagem para analisar textos como: discurso de sala de aula (Castañeda-Peña 2008; Sauntson 2012), discurso de meninas adolescentes conversação (Kamada 2008; e 2010) e representações de gênero na mídia (Baker 2013). FPDA é uma abordagem para analisar principalmente o discurso da interação falada.
A parte pós-estruturalista da FPDA vê a linguagem como uma prática social e considera que as identidades e relações das pessoas são “representadas” através da interacção falada. A FPDA analisa as formas como os oradores são “posicionados” por “discursos” diferentes e muitas vezes concorrentes, de acordo com a definição de Michel Foucault (1972: 49) como “práticas que formam sistematicamente os objectos de que falam”. De acordo com isto, os falantes movem-se constantemente entre “posições de sujeito” poderosas e impotentes enquanto falam e interagem. A FPDA é influenciada por uma perspectiva pós-estruturalista e não por uma perspectiva de Análise Crítica do Discurso (ACD): isto é, o método é informado pela visão de que nenhum orador é totalmente vítima e impotente, nem totalmente dominante e poderoso. Em vez disso, os oradores estão constantemente a mudar as suas posições de sujeito de acordo com a interação dos discursos dentro de contextos específicos. A parte feminista da FPDA considera a diferença de género um discurso dominante entre os discursos concorrentes ao analisar todos os tipos de texto. Segundo Baxter (2003), a FPDA não tem uma agenda “emancipatória” para as mulheres, mas sim uma agenda “transformadora”. Isto significa que pretende representar as vozes das mulheres que foram “silenciadas” ou marginalizadas, uma vez que a FPDA considera que estas têm estado historicamente ausentes em muitas culturas. Por exemplo, Kamada (2008a; 2008b e 2010) utiliza a FPDA para mostrar como um grupo de amigos de raparigas meio-japonesas, que são vistas pela sua cultura como “menos que completas”, recorre a discursos concorrentes para negociar versões mais positivas da sua “criança”. identidades étnicas e de género híbridas.

## Background
A definição acima de FPDA desenvolveu-se a partir das ideias do formalista Mikhail Bakhtin (1981), e dos pensadores pós-estruturalistas Jacques Derrida (1987), e Michel Foucault (1972) em relação ao poder, conhecimento e discursos. Baseia-se também no trabalho feminista de Victorial Bergvall (1998), Judith Butler (1990), Bronwyn Davies (1997), Valerie Walkerdine (1990) e especialmente Chris Weedon (1997). Os adotantes da FPDA incluem Judith Baxter na análise de conversas em sala de aula e interações em reuniões de negócios; Laurel Kamada (2008; 2008; 2010) na análise de identidades 'híbridas' de meninas meio-japonesas, Harold Castañeda-Peña (2008) no exame de alunos em uma sala de aula de inglês como língua estrangeira no Brasil; Helen Sauntson na análise de palestras em sala de aula da escola secundária do Reino Unido; e Paul Baker (2013) no estudo das representações jornalísticas sobre mulheres predadoras. A FPDA baseia-se nos seguintes princípios, que continuam a ser discutidos e debatidos pelos estudiosos:
- Discurso como prática social (em vez de, ou adicional a, 'linguagem acima da sentença' ou como 'linguagem em uso' (Cameron, 2001)
- A natureza performativa (em vez de essencialista ou possessiva) das identidades dos falantes; gênero é algo que as pessoas promulgam ou fazem, não algo que elas são ou caracterizam (Butler 1990)
- A diversidade e multiplicidade das identidades dos falantes: assim, o género é apenas uma das muitas variáveis culturais que constroem as identidades dos falantes (por exemplo, origem regional, etnia, classe, idade), embora ainda seja visto como potencialmente altamente significativo
- A construção de significado em ambientes ou comunidades de prática localizadas ou específicas do contexto, como salas de aula, reuniões de diretoria, programas de entrevistas na TV.
- Um interesse na desconstrução: descobrir como as relações binárias de poder (por exemplo, homens/mulheres, público/privado, objetivo/subjetivo) constituem identidades, posições de sujeito e interações dentro de discursos e textos, e desafiar tais binários
- Interdiscursividade: reconhecer maneiras pelas quais um discurso está sempre inscrito e flexionado com traços de outros discursos, ou como um texto está entrelaçado com outro
- A necessidade de auto-reflexividade contínua: ser continuamente explícito e questionar sobre os valores e pressupostos feitos pela análise do discurso.